# Roman Daca
Roman Daca, ps. „Longin” (ur. 23 lutego 1905 w Kopyczyńcach, zm. 18 września 1994 w Krakowie)  – polski duchowny katolicki, pułkownik Armii Krajowej. Przed 1939 kapelan Wojska Polskiego, w okresie II wojny światowej kapelan Lwowskiego Okręgu AK. Odznaczony w 1944 Krzyżem Orderu Virtuti Militari V klasy.

## Dzieciństwo i młodość
Urodził się 23 lutego 1905 roku we wsi Kopyczyńce, jako najstarsze z pięciorga dzieci Heleny Chichłowskiej i Wojciecha Dacy, urzędnika sądowego w Tłumaczu pod Stanisławowem.

## Wojsko Polskie
W czasie wojny polsko-bolszewickiej przerwał naukę w gimnazjum i wstąpił jako ochotnik do Wojska Polskiego. W 1927 roku zdał maturę i wstąpił do Centralnej Szkoły Podchorążych Artylerii we Włodzimierzu Wołyńskim. Otrzymał stopień podporucznika w 11 Karpackim pułku artylerii polowej w Stanisławowie, gdzie służył na przełomie lat 1927 i 1928. Wstąpił do seminarium duchownego diecezji lwowskiej. W 1933 roku przyjął święcenia kapłańskie. Do 1939 roku służył jako kapelan różnych jednostek na Wołyniu i Podolu.

## II wojna światowa
W 1939 roku ks. Roman Daca był proboszczem parafii w Nowosielcach. Po agresji ZSRR na Polskę przed śmiercią z rąk ukraińskich nacjonalistów, narażając własne życie, uratował Romana Ukrainiec – lekarz z Chodorowa Stefan Semiginowski. W 1940 roku ten sam lekarz uratował matkę księdza, Helenę Dacową, przeprowadzając w trudnych warunkach transfuzję krwi. Roman Daca organizował oddziały partyzanckie w powiatach Bóbrka, Chodorów i Rohatyn. Latem 1942 ponownie uniknął śmierci z rąk Ukraińców dzięki pomocy Berezowskiego – greckokatolickiego diakona z Nowosielców. W nocy z 28 na 29 września 1943 plebanię parafii w Nowosielcach otoczył oddział banderowców. Mieli oni wykonać wydany przez UPA wyrok śmierci na Dacy. Matka zdążyła jednak go ostrzec i ukryć w skrytce pod podłogą. Banderowcy zamordowali matkę oraz gospodynię księdza. Pozostali domownicy zostali pobici za to, że nie zdradzili jego kryjówki,  narażając w ten sposób własne życie. O świcie 29 września jeden z pobitych – służący Ukrainiec Fedio Kostyszyn odnalazł Dacę w skrytce.
W 1944 roku Roman Daca został odznaczony Krzyżem Orderu Virtuti Militari V kl. za pracę duszpasterską w Lwowskim Okręgu AK.

## Lata powojenne
Po 1945 roku osiadł w Krakowie. W Domu Księży Profesorów przy ul. św. Marka 10 mieszkał przez blisko 50 lat. Pracował w kościele Najświętszego Salwatora. W 1993 roku obchodził 60 rocznicę święceń kapłańskich.
Zmarł 18 września 1994. Pochowany na cmentarzu przy Kościele Najświętszego Salwatora w Krakowie.